# Majdan Skierbieszowski
Majdan Skierbieszowski (pronunciación en polaco: /ˈmajdan skʲɛrbjɛˈʂɔfskʲi/) es un pueblo ubicado en el distrito administrativo de Gmina Skierbieszów, dentro del Condado de Zamość, V, en Polonia oriental. Se encuentra aproximadamente a 4 kilómetros al norte de Skierbieszów, a 21 kilómetros al noreste de Zamość, y a 70 kilómetros al sureste de la capital regional Lublin.